# Eine Familie namens Beethoven
Eine Familie namens Beethoven (Originaltitel: Beethoven’s 2nd) ist eine US-amerikanische Filmkomödie von Rod Daniel aus dem Jahr 1993. Der Film ist eine Fortsetzung der Komödie Ein Hund namens Beethoven aus dem Jahr 1991.

## Handlung
Beethoven verliebt sich in die Bernhardinerhündin Missy, die er bei einem Eisstand kennenlernt. Zusammen mit Missys nettem Herrchen Brillo essen sie ein Eis. Aber da taucht Regina, die geldgierige Exfrau von Brillo auf, die Missy nur gegen Lösegeld ihrem Ex-Mann zurückgeben will. In der Zwischenzeit lässt sie Missy von ihrem neuen Liebhaber Floyd wieder zu sich nach Hause bringen. Der verliebte Beethoven verfolgt sie bis zur Wohnung und trifft sich dort im Keller oft mit ihr. Die beiden bekommen vier Hundebabys, welche Regina zunächst ertränken, dann aber verkaufen will. Ted und Emily belauschen sie und beschließen, die Welpen heimlich im Keller zu verstecken. Zusammen mit Ryce schlagen sie sich die Nächte um die Ohren um die Welpen zu füttern. Als George Newton die Hundebabys entdeckt, ist er zunächst wenig begeistert, vier weitere Bernhardiner zu halten. Zudem hat die Familie auch große Geldprobleme.
Im Kompromiss mit seinen Kindern erlaubt er ihnen jedoch, die Hunde noch eine Weile zu behalten. Während eines Urlaubs in den Bergen treffen die Kinder abermals auf Regina, welche ihnen die Hundebabys entwendet. Gleichzeitig befreit Beethoven, der seine Hundedame lange Zeit vermisst hat, Missy aus dem Auto Reginas. Zusammen reißen sie aus.
Regina und Floyd lassen die Welpen die Spur ihrer Eltern aufnehmen, um ihnen zu folgen. Auch die Familie Newton ist unterwegs, um Beethoven und die Hundebabys vor Regina zu retten. So laufen sie alle den Berg hinauf: Zuerst Beethoven und Missy, dann die Welpen, denen Regina und Floyd auf dem Fuß folgen, und zuletzt die Familie Newton.
Auf dem Gipfel geraten sie dann aneinander. Floyd droht, die Welpen in den Fluss zu werfen, was George Newton aber nicht zulässt. Dafür stürzen aber Floyd und Regina hinunter. Letzten Endes verliert Regina den Prozess gegen Brillo, der Missy nun ohne Bezahlung von 50.000 Dollar behalten darf. Die Familie Newton kann sich von ihren Geldproblemen befreien und darf das Haus behalten. In der Abschluss-Szene besuchen Missy und Brillo die Familie Newton, bei denen immer noch die inzwischen ausgewachsenen Hunde leben.
In dem Film spielt die Liebe eine zentrale Rolle. Beethoven verliebt sich in Missy. Ryce verguckt sich in den Womanizer Taylor Devereaux, der jedoch mehr von ihr will, als nur Küssen. Während des Urlaubs lernt sie den netten Jungen Seth kennen, welcher sie am Ende des Films zum Konzert abholt. Ted verliebt sich ebenfalls in ein Mädchen, welche ihm zunächst einen Korb gibt, sich später jedoch auf eine Cola einladen lässt, weil er sie mit Beethoven vor einem Schlägertypen beschützte, der sie belästigte.

## Kritiken
Insgesamt enttäuschte Eine Familie namens Beethoven sowohl die Kritiker als auch das Publikum. Bei Rotten Tomatoes erreichte der Film, basierend auf 13 Kritiken, von 23 Prozent eine positive Wertung und vom Publikum eine Bewertung von 30 Prozent. Bei IMDb vergab das Publikum für den Film eine durchschnittliche Bewertung von 4,8 der möglichen 10 Punkte.
James Berardinelli schrieb auf „ReelViews“, der Film würde zu den seltenen Fortsetzungen gehören, die besser als das Original seien.

## Auszeichnungen
Der Film wurde 1994 für den Song „The Day I Fall in Love“ für die Preise Oscar und Golden Globe sowie im Jahr 1995 für den Grammy Award nominiert. Er wurde außerdem 1995 in zwei Kategorien für den Young Artist Award nominiert.

## Fortsetzungen
- 2000 entstand Beethoven: Urlaub mit Hindernissen,
- 2001 entstand Beethoven 4 – Doppelt bellt besser
- 2003 entstand Beethoven auf Schatzsuche,
- 2008 entstand Beethovens großer Durchbruch
- 2011 entstand Beethovens abenteuerliche Weihnachten
- 2014 folgte Beethoven und der Piratenschatz

Diese sechs Filme wurden direkt auf Video bzw. DVD veröffentlicht.